# 布勒迪亞努鄉
44°55′20″N 26°51′32″E / 44.92222°N 26.85889°E
布勒迪亞努鄉（羅馬尼亞語：Comuna Brădeanu, Buzău），是羅馬尼亞的鄉份，位於該國東南部，由布澤烏縣負責管轄，面積47平方公里，海拔高度78米，2007年人口2,626，人口密度每平方公里56人。